# Brandon Stokley
Brandon Stokley (født 23. juni 1976 i Blacksburg, Virginia, USA) er en tidligere amerikansk footballspiller, der spillede i NFL som wide receiver. Stokley spillede i ligaen mellem 1999 og 2013.
Stokley var med både Baltimore Ravens og Indianapolis Colts med til at vinde en Super Bowl. I 2001 vandt han Super Bowl XXXV med Ravens, og i 2007 Super Bowl XLI med Colts.

## Klubber
- Baltimore Ravens (1999−2002)
- Indianapolis Colts (2003−2006)
- Denver Broncos (2007−2009)
- Seattle Seahawks (2010)
- New York Giants (2011)
- Denver Broncos (2012)
- Baltimore Ravens (2013)